# FDP Bayern
Die FDP Bayern ist der Landesverband der Freien Demokratischen Partei in Bayern.

## Geschichte

### 1946 bis 1969
Am 30. Mai 1946 wurde die bayerische FDP in Nürnberg offiziell gegründet. Bereits am 15. Mai wurde Thomas Dehler Vorsitzender der bayerischen FDP. Die FDP erzielte bei der Landtagswahl in Bayern 1946 5,7 % der Stimmen und zog mit 9 Landtagsabgeordneten in den ersten bayerischen Landtag. Sie wurde Oppositionspartei. Bei der Landtagswahl in Bayern 1950 erzielte die FDP 7,1 % der Stimmen, und stellte 12 Landtagsabgeordnete. Bei der Landtagswahl in Bayern 1954 erreichte die  Partei 7,2 % und erhielt 13 Mandate im Landtag. Die FDP bildete gemeinsam mit SPD, BP und GB/BHE eine Regierung unter dem Ministerpräsidenten Wilhelm Hoegner. Im Kabinett Hoegner II stellte die FDP mit dem Wirtschafts- und Verkehrsminister Otto Bezold einen Minister. Ab dem 8. Juli 1956 löste Albrecht Haas den langjährigen Vorsitzenden Thomas Dehler ab. Am 8. Oktober 1957 platzte die Vierer-Koalition. Die FDP bildete mit GB/BHE und der CSU eine neue Regierung unter dem Ministerpräsidenten Hanns Seidel. Im Kabinett Seidel I stellte die FDP mit dem Innenminister Otto Bezold abermals einen Minister.
Die Landtagswahl in Bayern 1958 brachte der FDP einen Verlust von 1,6 Prozentpunkten. Insgesamt erreichte die FDP mit einem Ergebnis von 5,6 % und 8 Abgeordneten den erneuten Einzug in den bayerischen Landtag. Die Koalition mit der CSU und GB/BHE wurde fortgesetzt. Im Kabinett Seidel II stellte die FDP mit dem Justizminister Albrecht Haas einen Minister. Ab dem 26. Januar 1960 übernahm Hans Ehard das Amt des Ministerpräsidenten, die Koalition wurde mit gleicher Ministerbesetzung fortgeführt. Die Landtagswahl in Bayern 1962 endete für die FDP mit einem Ergebnis von 5,9 %, gegenüber der letzten Landtagswahl gewann sie 0,3-Prozentpunkte hinzu und stellte 9 Abgeordnete im Landtag. Sie wurde für die nächsten 46 Jahre Oppositionspartei. Ab dem 29. November 1964 löste Klaus Dehler Albrecht Haas als Vorsitzenden ab. Die Landtagswahl in Bayern 1966 endete für die FDP in einem Fiasko. Es wurde nur noch 5,1 % erzielt und aufgrund des damaligen bayerischen Wahlrechts schied die FDP erstmals aus dem Landtag. Es folgten bis 1970 vier Jahre außerparlamentarische Opposition. Am 5. März 1967 wurde Dietrich Bahner neuer Vorsitzender der bayerischen FDP.

### 1970 bis 1999
Mit der Landtagswahl in Bayern 1970 kehrte die bayerische FDP wieder in den Landtag mit einem Ergebnis von 5,5 % und Stimmenzuwächsen in Höhe von 0,4 Prozentpunkten zurück. Sie stellte 10 Abgeordnete im Landtag und wurde parlamentarische Oppositionspartei. Im selben Jahr wurde mit der Thomas-Dehler-Stiftung eine parteinahe Stiftung für Bayern gegründet.
Am 6. März 1971 wurde Josef Ertl zum Vorsitzenden der bayerischen FDP. Bei der Landtagswahl in Bayern 1974 erzielte die FDP 0,3 Prozentpunkte Verluste und zog mit 5,2 % und 8 Abgeordneten in den Landtag ein. Sie blieb Oppositionspartei. In der darauffolgenden Landtagswahl konnte die FDP 1,0 Prozentpunkte hinzugewinnen und erzielte 6,2 %. Die FDP zog mit 10 Abgeordneten als Oppositionspartei in den bayerischen Landtag.
Bei der Landtagswahl in Bayern 1982 erzielte die FDP nur noch 3,5 %, was Verlusten in Höhe von 2,7 Prozentpunkten entspricht. Die FDP scheiterte damit an der Fünf-Prozent-Hürde und wurde außerparlamentarische Oppositionspartei. Am 1. Mai 1983 wurde Manfred Brunner neuer Vorsitzender der bayerischen FDP. Die Landtagswahl in Bayern 1986 brachte zwar 0,3 Prozentpunkte Zuwachs, doch mit einem Ergebnis von 3,8 % reichte es nicht für einen Einzug in den Landtag. Am 18. Februar 1989 übernahm Josef Grünbeck das Amt des Vorsitzenden. Erst die Landtagswahl in Bayern 1990 beendete die außerparlamentarische Oppositionszeit. Mit einem Plus von 1,4 Prozentpunkten und einem Ergebnis von 5,2 % zog die FDP in den bayerischen Landtag. Sie stellte 7 Abgeordnete und wurde parlamentarische Oppositionspartei. Neuer Vorsitzender wurde am 8. Juni 1991 Max Stadler.
Die Landtagswahl in Bayern 1994 endete mit 2,4 Prozentpunkten Verlust und einem Ergebnis von 2,8 %. Die FDP wurde außerparlamentarische Oppositionspartei. Mit der Landtagswahl in Bayern 1998 verlor die FDP 1,1 Prozentpunkte. Es wurden nur noch 1,7 % erzielt, und damit das schlechteste Ergebnis seit dem Zweiten Weltkrieg. Es folgten weitere 5 außerparlamentarische Oppositionsjahre. Am 28. November 1998 wurde Max Stadler von Hermann K. Stützer als Vorsitzender abgelöst.
Nach den Bundes- und Landtagswahlen 1998 stand die FDP Bayern vor einer schweren Krise. Sie war finanziell in erhebliche Schwierigkeiten gekommen, die auch dadurch begründet waren, dass ein Mitarbeiter Gelder veruntreut hatte. Schwere Flügelkämpfe, aus denen Hermann K. Stützer als Sieger hervorgegangen waren, erschütterten die Partei jedoch auch inhaltlich und paralysierten die politische Arbeit.

### 2000 bis heute

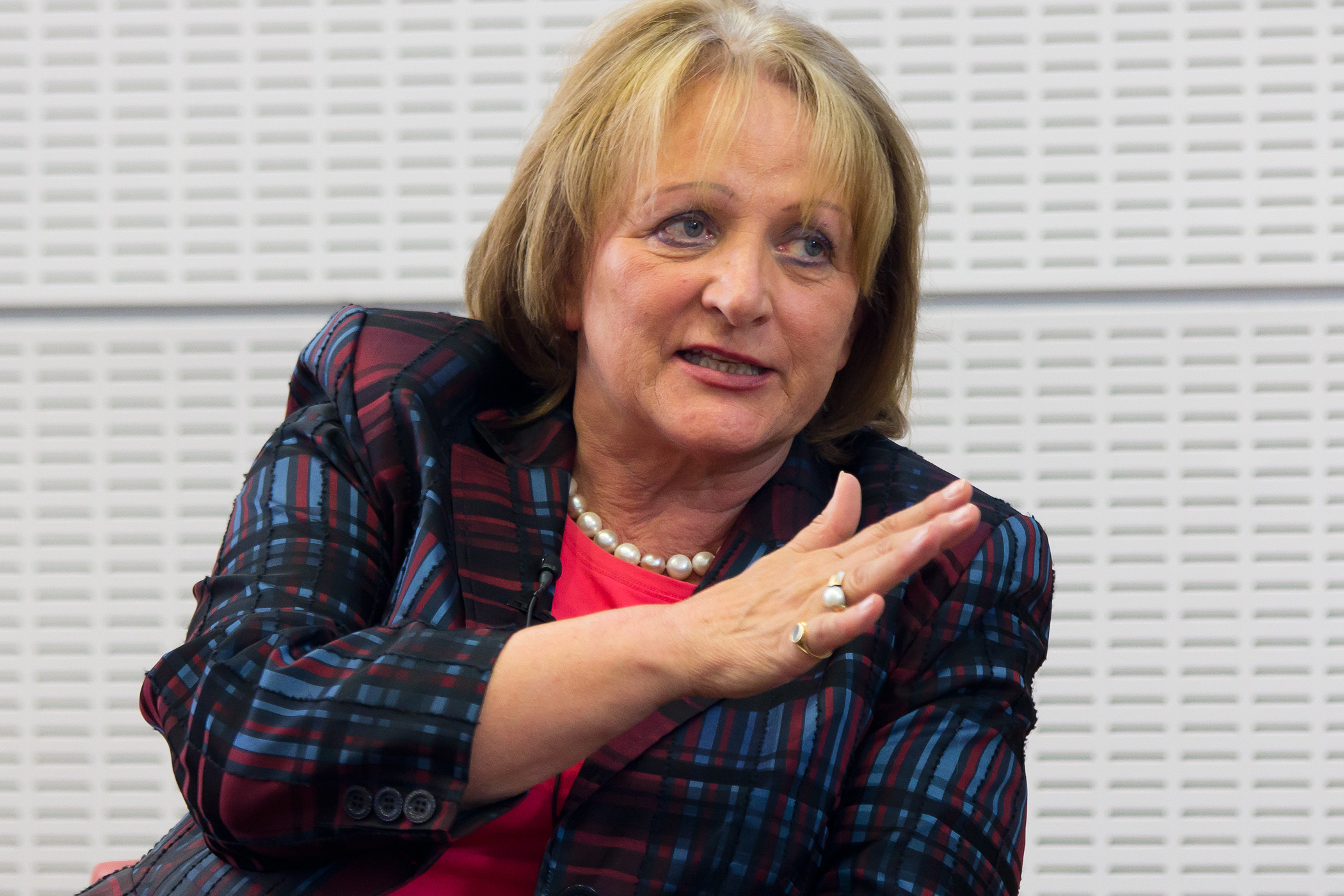
Die frühere Vorsitzende der bayerischen FDP: Sabine Leutheusser-Schnarrenberger bei einer Podiumsdiskussion im Bundesministerium der Justiz im August 2013.

Am 2. Dezember 2000 wurde Sabine Leutheusser-Schnarrenberger zur Vorsitzenden der bayerischen FDP gewählt. Die Landtagswahl in Bayern 2003 brachte der FDP zwar Zugewinne von 0,9-Prozentpunkten, doch mit 2,6 % verpasste sie deutlich den Einzug in den bayerischen Landtag. Es folgten bis 2008 5 Jahre außerparlamentarische Oppositionszeit. Bei der Bundestagswahl 2005 gewann die FDP Bayern mit 9,5 % (+5 %) der Zweitstimmen fünf zusätzliche Mandate und stellte eine neun Abgeordnete starke Landesgruppe im 16. Deutschen Bundestag. Mit der Landtagswahl 2008 gelang es der FDP Bayern erstmals seit der Landtagswahl 1990, wieder mit 16 Landtagsabgeordneten und damit in Fraktionsstärke in den Bayerischen Landtag einzuziehen. Es wurden 8,0 % erzielt. Gemeinsam mit der CSU wurde eine Schwarz-Gelbe Koalition unter dem Ministerpräsidenten Seehofer gebildet. Im Kabinett Seehofer I stellte die FDP mit dem Stellvertretenden Ministerpräsidenten und Wirtschaft-, Infrastruktur-, Verkehr- und Technologieminister Martin Zeil, sowie dem Wissenschafts-, Forschungs- und Kunstminister Wolfgang Heubisch zwei Minister. Bei der Bundestagswahl 2009 gewann die FDP Bayern mit 14,7 % (+5,2 %) der Zweitstimmen fünf zusätzliche Mandate und stellte in der 17. Wahlperiode eine vierzehn Abgeordnete starke Landesgruppe im 17. Deutschen Bundestag.
Mit der Landtagswahl am 15. September 2013 sackte die FDP jedoch auf 3,3 Prozent der Stimmen ab, so dass sie nach fünf Jahren Parlamentspräsenz erneut nicht im Landtag vertreten ist. Es begann eine erneute außerparlamentarische Oppositionszeit. Bei der anschließend folgenden Bundestagswahl am 22. September 2013 erzielte die FDP in Bayern zwar 5,1 Prozent der Stimmen, verfehlte jedoch mit bundesweit 4,8 Prozent der Stimmen erstmals in ihrer Geschichte den Wiedereinzug in den Bundestag. Entsprechend verloren auch die 14 bayerischen Bundestagsabgeordneten ihre Mandate. Am 23. November 2013 löste Albert Duin die langjährige Vorsitzende Sabine Leutheusser-Schnarrenberger als Vorsitzender ab.
Am 11. November 2017 wurde Daniel Föst zum neuen Landesvorsitzenden gewählt. Bei der Bundestagswahl 2017 kehrten die Freien Demokraten wieder ins Parlament zurück, die FDP Bayern ist dort seitdem mit 11 Abgeordneten vertreten. Im Vorfeld der Landtagswahl 2018 setzte sich Martin Hagen in der ersten Urwahl der Parteigeschichte als Spitzenkandidat der bayerischen FDP durch. Bei der Landtagswahl am 14. Oktober 2018 gelang den Liberalen mit 5,1 Prozent der Einzug ins Maximilianeum.
Nachdem Föst 2021 zur Wiederwahl nicht mehr antrat, wurde der Alleinkandidat Martin Hagen zum neuen Landesvorsitzenden gewählt. Auf einem Parteitag im November 2022 wurde Hagen von den Delegierten zum Spitzenkandidaten für die Landtagswahl 2023 gewählt.
Bei der Landtagswahl 2023 konnte die Partei mit einem Ergebnis von 3,0 Prozent nicht mehr in den Landtag einziehen. Im November 2023 wurden auf einem Parteitag die beiden Vorsitzenden Martin Hagen und Katja Hessel gewählt. Damit war die FDP Bayern der erste FDP-Landesverband mit einer Doppelspitze.
Im Juni 2025 traten Hagen und Hessel nicht erneut für den Landesvorsitz an. Daraufhin wurde Michael Ruoff zum Landesvorsitzenden gewählt.

### Regierungsbeteiligungen

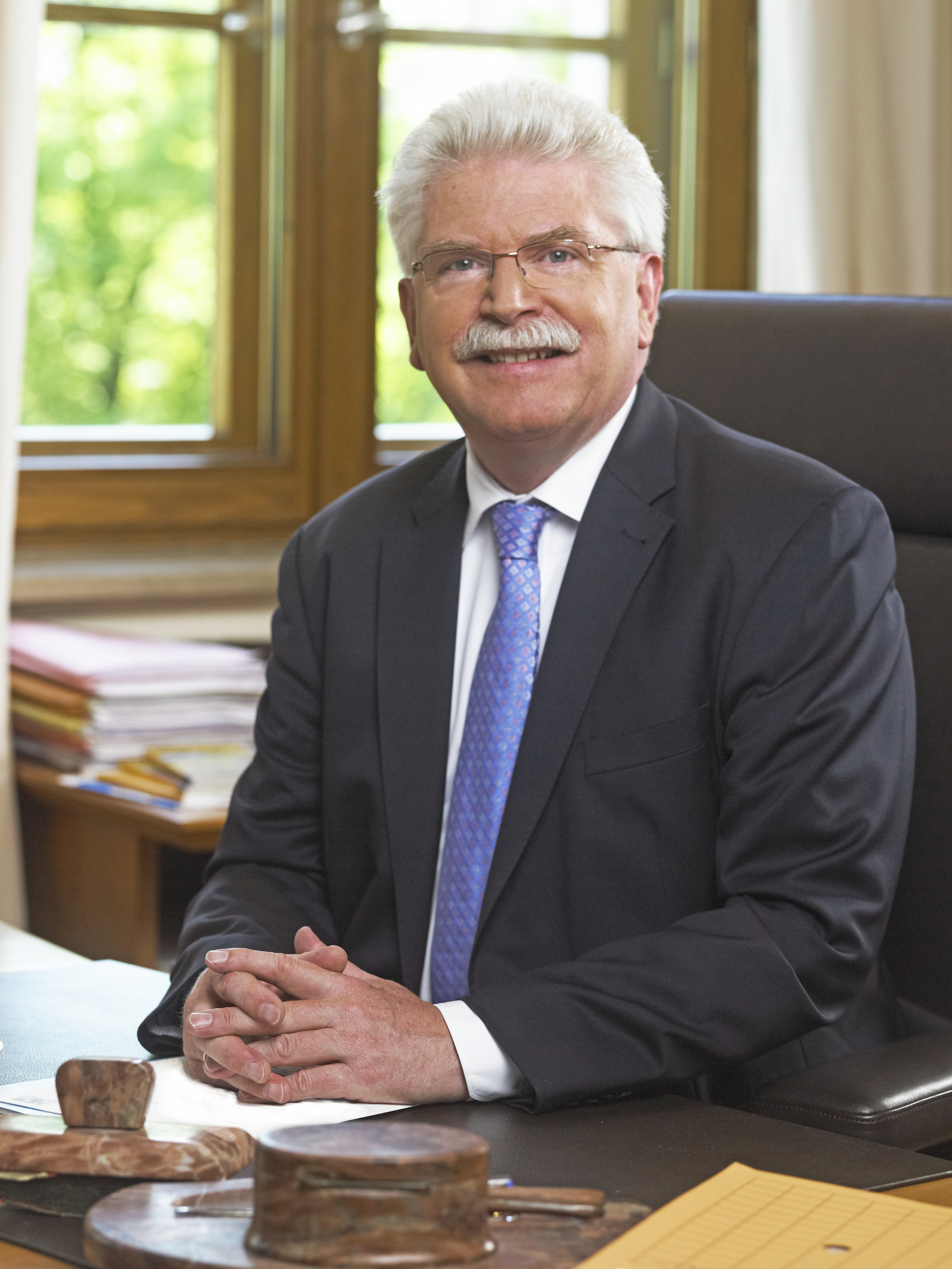
Der frühere stellvertretende Ministerpräsident Bayerns und Staatsminister für Wirtschaft, Infrastruktur, Verkehr und Technologie, Martin Zeil (2011).

Die FDP war an folgenden Landesregierungen in Bayern beteiligt:
| Amtszeit  | Kabinett                                 | Liberale Minister |
| --------- | ---------------------------------------- | --- |
| 1954–1957 | Kabinett Hoegner II SPD, FDP, BP, GB/BHE | Otto Bezold Wirtschaft und Verkehr |
| 1957–1958 | Kabinett Seidel I CSU, FDP, GB/BHE       | Otto Bezold Inneres |
| 1958–1960 | Kabinett Seidel II CSU, FDP, GB/BHE      | Albrecht Haas Justiz |
| 1960–1962 | Kabinett Ehard IV CSU, FDP, GB/BHE       | Albrecht Haas Justiz |
| 2008–2013 | Kabinett Seehofer I CSU, FDP             | Martin Zeil Stellvertretender Ministerpräsident, Wirtschaft, Infrastruktur, Verkehr und Technologie Wolfgang Heubisch Wissenschaft, Forschung und Kunst |

## Struktur

### Präsidium und Vorstand
Im Zweijahresrhythmus wählt der Landesparteitag der FDP Bayern ein Präsidium sowie einen Vorstand, die für das operative Geschäft des Landesverbandes in der jeweiligen Legislaturperiode verantwortlich sind (zuletzt am 28. und 29. Juni 2025 in Amberg). 2023 wurde erstmals eine Doppelspitze als Landesvorsitzende gewählt.
| Präsidium          | Präsidium                      | Präsidium |
| Name               | Funktion                       | Foto      |
| ------------------ | ------------------------------ | --------- |
| Michael Ruoff      | Vorsitzender                   |           |
| Christoph Skutella | Generalsekretär                |           |
| Susanne Seehofer   | Stellvertretende Vorsitzende   |           |
| Matthias Fischbach | Stellvertretender Vorsitzender |           |
| Nils Gründer       | Stellvertretender Vorsitzender |           |
| Kristine Lütke     | Schatzmeisterin                |           |
| Sabrina Steinbauer | Schriftführerin                |           |
| Tobias Weiskopf    | Beisitzer im Präsidium         |           |
| Stefan Edenharder  | Beisitzer im Präsidium         |           |
| Tobias Dutta       | Beisitzerin im Präsidium       |           |

| Weitere Vorstandsmitglieder                   | Weitere Vorstandsmitglieder                                          | Weitere Vorstandsmitglieder |
| Name                                          | Funktion                                                             | Foto                        |
| --------------------------------------------- | -------------------------------------------------------------------- | --------------------------- |
| Moritz Fingerle                               | Beisitzer für Oberbayern                                             |                             |
| Kirstin Sauter                                | Beisitzerin für Niederbayern                                         |                             |
| Loi Vo                                        | Beisitzer für die Oberpfalz                                          |                             |
| Sven Bachmann                                 | Beisitzerin für Oberfranken                                          |                             |
| Simon Gritzmann                               | Beisitzer für Mittelfranken                                          |                             |
| Karsten Klein                                 | Beisitzer für Unterfranken                                           |                             |
| Dominik Spitzer                               | Beisitzer für Schwaben                                               |                             |
| Nick Kelldorfner                              | Beisitzer                                                            |                             |
| Jakob Schäuble                                | Beisitzer                                                            |                             |
| Nicole Faulhaber                              | Beisitzerin                                                          |                             |
| Phil Hackemann                                | Beisitzer                                                            |                             |
| Julian Dalberg                                | Beisitzer                                                            |                             |
| Franz Märtl                                   | Beisitzer                                                            |                             |
| Kooptierte Mitglieder (nicht stimmberechtigt) |                                                                      |                             |
| Sabine Leutheusser-Schnarrenberger            | Ehrenvorsitzende                                                     |                             |
| Klaus von Lindeiner                           | Ombudsperson                                                         |                             |
| Thomas Hacker                                 | Vorsitzender der Thomas-Dehler-Stiftung                              |                             |
| Felix Meyer                                   | Hauptgeschäftsführer                                                 |                             |
| Ajay Pratap Singh                             | Bezirksvorsitzender Oberbayern                                       |                             |
| Nicole Bauer                                  | Bezirksvorsitzende Niederbayern                                      |                             |
| Ulrich Lechte                                 | Bezirksvorsitzender Oberpfalz                                        |                             |
| Sebastian Körber                              | Bezirksvorsitzender Oberfranken                                      |                             |
| Markus Lüling                                 | Co-Bezirksvorsitzender Mittelfranken                                 |                             |
| Birgit Wegner                                 | Co-Bezirksvorsitzende Mittelfranken                                  |                             |
| Karl Graf Stauffenberg                        | Co-Bezirksvorsitzender Unterfranken                                  |                             |
| Stephan Thomae                                | Co-Bezirksvorsitzender Schwaben                                      |                             |
| Rebecca Müller-Zurlinden                      | Co-Bezirksvorsitzende Schwaben                                       |                             |
| Jennifer Kaiser-Steiner                       | Stadtvorsitzende München                                             |                             |
| Thomas Jännert                                | Vorsitzende des Verbandes Liberaler Mittelstand Bayern               |                             |
| Julika Sandt                                  | Vorsitzende des Verbandes Liberale Frauen Bayern                     |                             |
| Fritz Haugg                                   | Stellv. Vorsitzender des Verbandes Liberale Kommunalpolitiker Bayern |                             |
| Ursula Gresser                                | Vorsitzende des Verbandes Liberale Senioren Bayern                   |                             |
| Oscar Löwe                                    | Vorsitzender des Verbandes Liberale Hochschulgruppen Bayern          |                             |

### Thematische Landesfachausschüsse
Neben dem Vorstand bildet die Landespartei 11 Landesfachausschüsse. Die Ausschüsse gliedern sich thematisch und dienen der Erstellung der inhaltlichen Positionen. Sie agieren in enger Zusammenarbeit mit dem Vorstand.
Die politische Arbeit des Landesvorstandes wird von folgenden Landesfachausschüssen fachkundig unterstützt. Seit 2024 sind dies:
- Außen und Sicherheit, Bundes- und Europaangelegenheiten sowie regionale Beziehungen (Vorsitzender: Heinz Hilgendorf)
- Arbeit und Soziales, Senioren, Jugend und Familie (Vorsitzender: Walter Lemberger)
- Bildung, Wissenschaft, Kunst und Kultur (Vorsitzender: Matthias Fischbach)
- Digitales und Medien (Vorsitzender: Uwe Probst)
- Ernährung, Landwirtschaft und Forsten (Vorsitzende: Eva Keil)
- Gesundheit und Pflege (Vorsitzender: Prof. Dr. Andrew Ullmann)
- Haushalt und Finanzen (Vorsitzender: Michael Ritz)
- Innere Sicherheit, Recht, Integration und Sport (Vorsitzende: Katharina Walter)
- Umwelt (Vorsitzender: Philipp Höfl)
- Wirtschaft, Energie und Tourismus (Vorsitzende: Stephanie Göttche und Nicole M. Pfeffer)
- Wohnen, Bau und Verkehr (Vorsitzender: Simon Roloff)

Zudem gibt es eigenständige Kommissionen für:
- Kommunalpolitik (VLK)
- Evangelisch-Liberaler Gesprächskreis
- Katholisch-Liberaler Arbeitskreis
- Landessatzungsausschuss

### Gebietsgliederungen
Der Landesverband gliedert sich analog zu den Regierungsbezirken in 7 Bezirksverbände: Oberbayern, Niederbayern, Oberpfalz, Oberfranken, Mittelfranken, Unterfranken und Schwaben.
Die Bezirksverbände gliedern sich in 98 Kreisverbände, diese sich wiederum in jeweils mehrere Ortsverbände.

## Landtagsfraktion

### Gruppe in der verfassunggebenden Landesversammlung 1946
Thomas Dehler, Fritz Linnert, Heinrich Löblein (von der WAV übergetreten), Georg Schneider.

### Landtagsfraktion von 1946 bis 1950
Otto Bezold (ab 1949 Fraktionsvorsitzender), Ernst Bodesheim, Michael Brunner, Thomas Dehler (bis 23. September 1949), Josef Peter Hemmersbach (nachgerückt am 8. November 1949 für Fritz Linnert), Wilhelm Korff, Fritz Linnert (Fraktionsvorsitzender, † 27. Oktober 1949), Ewald Röhlig (ursprünglich WAV, am 1. Juni 1949 von der Freien Parlamentarischen Vereinigung übergetreten), Georg Schneider, Franz Georg Stiller, Alfons Strasser (ursprünglich WAV, am 20. Juli 1949 von der Freien Parlamentarischen Vereinigung übergetreten), Kurt Weidner. Der für Thomas Dehler am 6. Oktober 1949 nachgerückte Ludwig Ritter von Rudolph schloss sich der SPD-Fraktion an.

### Landtagsfraktion von 1950 bis 1954
Wilhelm Behringer, Otto Bezold (Fraktionsvorsitzender), Hildegard Brücher, Everhard Bungartz, Karl Eberhardt, Ernst Falk, Albrecht Haas, Hans-Joachim Hadasch, Wilhelm Korff, Ernst Rabenstein, Rudolf Soenning (am 15. Dezember 1952 zur CSU übergetreten), Hans Wolf.

### Landtagsfraktion von 1954 bis 1958
Georg Baumann (bis 9. Januar 1956), Otto Bezold, Klaus Dehler, Karl Eberhardt (Fraktionsvorsitzender), Ernst Falk, Albrecht Haas, Hildegard Hamm-Brücher, Artur Heinrich, Richard Kallenbach, Wilhelm Korff (am 25. Juni 1956 für Pau Ziegler nachgerückt, ab 28. Mai 1957 fraktionslos, später BP), Walter Muth, Ernst Rabenstein, Hans Schemm, Karl Winkler (am 13. Januar 1956 für Georg Baumann nachgerückt), Paul Ziegler († 23. Juni 1956).

### Landtagsfraktion von 1958 bis 1962
Otto Bezold (Fraktionsvorsitzender), Klaus Dehler, Ernst Falk, Albrecht Haas, Hildegard Hamm-Brücher, Artur Heinrich, Richard Kallenbach, Walter Muth, Willy Reichstein (am 9. April 1962 von der GDP übergetreten), Georg Riedel (bis 13. Juni 1962 CSU, dann fraktionslos, ab 18. Juni 1962 FDP), Wilhelm Schönhuber (bis 10. Januar 1962 BP), Rudolf Stracke (am 11. Mai 1962 von der GDP übergetreten), Paul Wüllner (am 11. Mai 1962 von der GDP übergetreten).

### Landtagsfraktion von 1962 bis 1966
Otto Bezold, Karl von Brentano-Hommeyer (bis 29. Juli 1963 BP, dann fraktionslos, ab 25. Februar 1964 FDP), Klaus Dehler (Fraktionsvorsitzender), Albrecht Haas (bis 13. Oktober 1965), Hildegard Hamm-Brücher, Artur Heinrich, Erich von Loeffelholz, Walter Muth, Georg Schwab (nachgerückt am 15. November 1965 für Albrecht Haas), Winfried Wachter, Rudolf Widmann.

### Landtagsfraktion von 1970 bis 1974
Otto Bezold (Fraktionsvorsitzender bis 1972), Fritz Flath, Herbert Guhr, Hildegard Hamm-Brücher (Fraktionsvorsitzende ab 1972), Artur Heinrich, Hans-Jürgen Jaeger, Franz Pensel, Ursula Redepenning, Anna Rothgang-Rieger, Hans-Willi Syring (bis 4. April 1972 SPD, dann fraktionslos, ab 17. Januar 1973, FDP), Winfried Wachter.

### Landtagsfraktion von 1974 bis 1978
Fritz Flath, Wolf-Dietrich Großer, Hildegard Hamm-Brücher (bis 24. November 1976, Fraktionsvorsitzende), Peter Hürner (am 1. Dezember 1976 nachgerückt für Hildegard Hamm-Brücher), Hans-Jürgen Jaeger (Fraktionsvorsitzender ab 1976), Werner Kubitza, Ursula Redepenning, Winfried Wachter, Gerhard Zech.

### Landtagsfraktion von 1978 bis 1982
Fritz Flath, Wolf-Dietrich Großer, Josef Grünbeck, Peter Hürner, Peter Jacobi, Hans-Jürgen Jaeger (Fraktionsvorsitzender), Eberhard Puntsch, Ursula Redepenning, Kurt Sieber, Gerhard Zech.

### Landtagsfraktion von 1990 bis 1994
Gisela Bock (nachgerückt am 30. Januar 1991 für Josef Grünbeck), Jürgen Doeblin (Fraktionsvorsitzender ab 1991), Wolf-Dietrich Großer, Josef Grünbeck (bis 29. Januar 1991, Fraktionsvorsitzender), Dietrich von Gumppenberg, Helga Karin Hiersemenzel, Joachim Spatz, Gerhard Zech.

### Landtagsfraktion von 2008 bis 2013
Georg Barfuß, Otto Bertermann (ab 20. Februar 2013 in der Fraktion der Freien Wähler), Annette Bulfon, Thomas Dechant, Andreas Fischer (Stv. Fraktionsvorsitzender), Dietrich von Gumppenberg (nachgerückt am 1. Februar 2012 für Franz Xaver Kirschner), Thomas Hacker (Fraktionsvorsitzender), Katja Hessel (StS WIVT), Wolfgang Heubisch (StM WFK), Franz Xaver Kirschner (bis zum 1. Februar 2012), Karsten Klein (Stv. Fraktionsvorsitzender), Brigitte Meyer, Jörg Rohde (Vizepräsident des Bayerischen Landtages), Julika Sandt, Tobias Thalhammer (Parlamentarischer Geschäftsführer), Renate Will, Martin Zeil (StM WIVT)

### Landtag 2013 bis 2018
2013 verpasste die FDP den Wiedereinzug in den Landtag. Am 4. Oktober 2017 trat Alexander Muthmann bei den Freien Wählern aus und zur FDP über. Er nahm sein Mandat im Landtag für die FDP bis zur Landtagswahl 2018 wahr.

### Landtagsfraktion 2018 bis 2023
Albert Duin, Matthias Fischbach (Parlamentarischer Geschäftsführer), Martin Hagen (Fraktionsvorsitzender), Wolfgang Heubisch (Vizepräsident des Bayerischen Landtags), Helmut Kaltenhauser, Sebastian Körber, Helmut Markwort, Alexander Muthmann (Stv. Fraktionsvorsitzender), Julika Sandt (Stv. Fraktionsvorsitzende), Christoph Skutella, Dominik Spitzer. Am 28. September 2022 wechselte zudem Franz Josef Pschierer von der CSU zur FDP-Landtagsfraktion. 2023 verpasste die FDP den Wiedereinzug in den Landtag.

## Landesgruppe im Bundestag
Die bayerische FDP-Landesgruppe im Deutschen Bundestag besteht seit der Bundestagswahl 2017 aus zwölf Abgeordneten. Landesgruppenvorsitzender ist Karsten Klein.

### Landesgruppe von 1949 bis 1953
Thomas Dehler, Hans Dirscherl, Konrad Frühwald, Herta Ilk (am 3. November 1949 nachgerückt für Fritz Linnert), Fritz Linnert († 27. Oktober 1949), Josef Trischler, Hans Wellhausen, Walter Zawadil (ab 26. November 1952 DP).

### Landesgruppe von 1953 bis 1957
Thomas Dehler, Konrad Frühwald, Herta Ilk, Wolfgang Stammberger, Heinz Starke, Hans Wellhausen (ab 23. Februar 1956 fraktionslos, später Demokratische Arbeitsgemeinschaft, dann CSU).

### Landesgruppe von 1957 bis 1961
Thomas Dehler, Leonhard Murr, Wolfgang Stammberger, Heinz Starke.

### Landesgruppe von 1961 bis 1965
Thomas Dehler, Josef Ertl, Werner Kubitza, Leonhard Murr, Hansheinrich Schmidt, Wolfgang Stammberger (ab 3. Juni 1964 SPD), Heinz Starke, Ernst Supf.

### Landesgruppe von 1965 bis 1969
Thomas Dehler († 21. Juli 1967), Josef Ertl, Karl Geldner, Albrecht Haas, Werner Kubitza, Werner Porsch (am 27. Juli 1967 nachgerückt für Thomas Dehler), Hansheinrich Schmidt, Heinz Starke.

### Landesgruppe von 1969 bis 1972
Josef Ertl, Karl Geldner (nachgerückt am 26. Januar 1970 für Albrecht Haas), Albrecht Haas († 20. Januar 1970), Hansheinrich Schmidt, Heinz Starke (ab 9. Oktober 1970 CSU)

### Landesgruppe von 1972 bis 1976
Herbert Christ, Hans A. Engelhard, Josef Ertl, Karl Geldner, Hansheinrich Schmidt.

### Landesgruppe von 1976 bis 1980
Norbert Eimer, Hans A. Engelhard, Josef Ertl, Hildegard Hamm-Brücher, Johann Paintner, Hansheinrich Schmidt.

### Landesgruppe von 1980 bis 1983
Norbert Eimer, Hans A. Engelhard, Josef Ertl, Hildegard Hamm-Brücher, Johann Paintner, Karl-Heinz Popp, Hansheinrich Schmidt.

### Landesgruppe von 1983 bis 1987
Norbert Eimer, Hans A. Engelhard, Josef Ertl, Josef Grünbeck, Hildegard Hamm-Brücher, Johann Paintner.

### Landesgruppe von 1987 bis 1990
Norbert Eimer, Hans A. Engelhard, Josef Grünbeck, Hildegard Hamm-Brücher, Ulrich Irmer, Johann Paintner, Hermann Rind.

### Landesgruppe von 1990 bis 1994
Norbert Eimer, Hans A. Engelhard, Horst Friedrich, Josef Grünbeck, Ulrich Irmer, Sabine Leutheusser-Schnarrenberger, Johann Paintner, Hermann Rind, Cornelia Schmalz-Jacobsen.

### Landesgruppe von 1994 bis 1998
Hildebrecht Braun, Horst Friedrich, Ulrich Irmer, Sabine Leutheusser-Schnarrenberger, Cornelia Schmalz-Jacobsen, Max Stadler.

### Landesgruppe von 1998 bis 2002
Hildebrecht Braun, Horst Friedrich, Ulrich Irmer, Sabine Leutheusser-Schnarrenberger, Max Stadler.

### Landesgruppe von 2002 bis 2005
Horst Friedrich, Sabine Leutheusser-Schnarrenberger, Max Stadler, Rainer Stinner.

### Landesgruppe von 2005 bis 2009
Horst Friedrich, Miriam Gruß, Sabine Leutheusser-Schnarrenberger, Erwin Lotter (nachgerückt am 31. Oktober 2008 für Martin Zeil), Horst Meierhofer, Jörg Rohde (bis 31. Oktober 2008), Marina Schuster, Max Stadler, Rainer Stinner, Daniel Volk (nachgerückt am 31. Oktober 2008 für Jörg Rohde), Martin Zeil (bis 31. Oktober 2008).

### Landesgruppe von 2009 bis 2013
Klaus Breil, Gerhard Drexler (nachgerückt am 12. Mai 2013 für Max Stadler), Rainer Erdel, Miriam Gruß, Sebastian Körber, Sabine Leutheusser-Schnarrenberger, Erwin Lotter, Horst Meierhofer, Jimmy Schulz, Marina Schuster, Joachim Spatz, Max Stadler († 12. Mai 2013), Rainer Stinner, Stephan Thomae, Daniel Volk.

### Landesgruppe von 2017 bis 2021
Nicole Bauer, Sandra Bubendorfer-Licht (nachgerückt am 9. Dezember 2019 für Jimmy Schulz), Britta Dassler, Daniel Föst, Thomas Hacker, Katja Hessel (Stv. Landesgruppenvorsitzende), Karsten Klein (Landesgruppenvorsitzender), Lukas Köhler, Ulrich Lechte, Thomas Sattelberger, Jimmy Schulz († 25. November 2019), Stephan Thomae (Stv. Fraktionsvorsitzender), Andrew Ullmann.

### Landesgruppe 2021 bis 2025
Muhanad Al-Halak, Nicole Bauer, Sandra Bubendorfer-Licht, Daniel Föst, Maximilian Funke-Kaiser, Nils Gründer (ab August 2022), Thomas Hacker, Katja Hessel (Staatssekretärin beim BMF), Karsten Klein (Landesgruppenvorsitzender), Lukas Köhler (Stv. Fraktionsvorsitzender), Ulrich Lechte, Kristine Lütke, Thomas Sattelberger (Staatssekretär beim BMBF, bis August 2022), Stephan Thomae (Parlamentarischer Geschäftsführer), Andrew Ullmann.

## Abgeordnete im Europäischen Parlament
- 1979 bis 1984: Ulrich Irmer
- 1989 bis 1994: Rüdiger von Wechmar
- 2009 bis 2019: Nadja Hirsch

## Wahlergebnisse

### Wahlergebnisse bei Kreistagswahlen
| Jahr | Ergebnis |
| ---- | -------- |
| 1946 | 1,5 %    |
| 1948 | 3,9 %    |
| 1952 | 2,2 %    |
| 1956 | 1,7 %    |
| 1960 | 1,0 %    |
| 1966 | 1,9 %    |
| 1972 | 1,0 %    |
| 1978 | 2,1 %    |
| 1984 | 1,8 %    |
| 1990 | 2,0 %    |
| 1996 | 1,4 %    |
| 2002 | 1,8 %    |
| 2008 | 3,4 %    |
| 2014 | 2,3 %    |
| 2020 | 2,7 %    |

### Landtagswahlergebnisse
| Landtagswahlergebnisse | Landtagswahlergebnisse | Landtagswahlergebnisse | Landtagswahlergebnisse | Landtagswahlergebnisse |
| Jahr                   | Stimmen                | Sitze                  | +/-                    | Spitzenkandidaten      |
| ---------------------- | ---------------------- | ---------------------- | ---------------------- | ---------------------- |
| 1946                   | 5,6 %                  | 9                      | + 5,6                  |                        |
| 1950                   | 7,1 %                  | 12                     | +1,5                   |                        |
| 1954                   | 7,2 %                  | 13                     | +0,1                   |                        |
| 1958                   | 5,6 %                  | 8                      | −1,6                   |                        |
| 1962                   | 5,9 %                  | 9                      | +0,3                   |                        |
| 1966                   | 5,1 %                  | 0                      | −0,8                   |                        |
| 1970                   | 5,5 %                  | 10                     | +0,4                   |                        |
| 1974                   | 5,2 %                  | 8                      | −0,3                   |                        |
| 1978                   | 6,2 %                  | 10                     | +1,0                   |                        |
| 1982                   | 3,5 %                  | 0                      | −2,7                   |                        |
| 1986                   | 3,8 %                  | 0                      | +0,3                   |                        |
| 1990                   | 5,2 %                  | 7                      | +1,4                   |                        |
| 1994                   | 2,8 %                  | 0                      | −2,4                   |                        |
| 1998                   | 1,7 %                  | 0                      | −1,1                   |                        |
| 2003                   | 2,6 %                  | 0                      | +0,9                   |                        |
| 2008                   | 8,0 %                  | 16                     | +5,4                   | Martin Zeil            |
| 2013                   | 3,3 %                  | 0                      | −4,7                   | Martin Zeil            |
| 2018                   | 5,1 %                  | 11                     | +1,8                   | Martin Hagen           |
| 2023                   | 3,0 %                  | 0                      | −2,1                   | Martin Hagen           |

### Wahlergebnisse bei Bundestagswahlen
| Jahr | Wahl                    | Landesergebnis | Bundesschnitt | Spitzenkandidaten |
| ---- | ----------------------- | -------------- | ------------- | ----------------- |
| 1949 | 1. Deutscher Bundestag  | 8,5 %          | 11,9 %        |                   |
| 1953 | 2. Deutscher Bundestag  | 6,2 % ▼        | 9,5 %         |                   |
| 1957 | 3. Deutscher Bundestag  | 4,6 % ▼        | 7,7 %         |                   |
| 1961 | 4. Deutscher Bundestag  | 8,7 % ▲        | 12,8 %        |                   |
| 1965 | 5. Deutscher Bundestag  | 7,3 % ▼        | 9,5 %         |                   |
| 1969 | 6. Deutscher Bundestag  | 4,1 % ▼        | 5,8 %         |                   |
| 1972 | 7. Deutscher Bundestag  | 6,1 % ▲        | 8,4 %         |                   |
| 1976 | 8. Deutscher Bundestag  | 6,2 % ▲        | 7,9 %         |                   |
| 1980 | 9. Deutscher Bundestag  | 7,8 % ▲        | 10,6 %        |                   |
| 1983 | 10. Deutscher Bundestag | 6,2 % ▼        | 7,0 %         |                   |
| 1987 | 11. Deutscher Bundestag | 8,1 % ▲        | 9,1 %         |                   |
| 1990 | 12. Deutscher Bundestag | 8,7 % ▲        | 11,0 %        |                   |
| 1994 | 13. Deutscher Bundestag | 6,4 % ▼        | 6,9 %         |                   |
| 1998 | 14. Deutscher Bundestag | 5,1 % ▼        | 6,2 %         |                   |
| 2002 | 15. Deutscher Bundestag | 4,5 % ▼        | 7,4 %         |                   |
| 2005 | 16. Deutscher Bundestag | 9,4 % ▲        | 9,8 %         |                   |
| 2009 | 17. Deutscher Bundestag | 14,7 % ▲       | 14,6 %        |                   |
| 2013 | 18. Deutscher Bundestag | 5,1 % ▼        | 4,8 %         |                   |
| 2017 | 19. Deutscher Bundestag | 10,2 % ▲       | 10,7 %        | Daniel Föst       |
| 2021 | 20. Deutscher Bundestag | 10,5 % ▲       | 11,5 %        | Daniel Föst       |
| 2025 | 21. Deutscher Bundestag | 4,2 % ▼        | 4,3 %         | Martin Hagen      |

Quelle: Bundeswahlleiter

### Wahlergebnisse bei Europawahlen
| Jahr | Wahl       | Landesergebnis | Bundesschnitt | Spitzenkandidaten   |
| ---- | ---------- | -------------- | ------------- | ------------------- |
| 1979 | Europawahl | 4,7 %          | 6,0 %         | Ulrich Irmer        |
| 1984 | Europawahl | 4,0 % ▼        | 4,8 %         | Ulrich Irmer        |
| 1989 | Europawahl | 4,0 % ▬        | 5,6 %         | Rüdiger von Wechmar |
| 1994 | Europawahl | 3,3 % ▼        | 4,1 %         | Karl Patsch         |
| 1999 | Europawahl | 1,9 % ▼        | 3,0 %         | Roland Werner       |
| 2004 | Europawahl | 4,2 % ▲        | 6,1 %         | Susanne Meyer       |
| 2009 | Europawahl | 9,0 % ▲        | 11,0 %        | Nadja Hirsch        |
| 2014 | Europawahl | 3,1 % ▼        | 3,4 %         | Nadja Hirsch        |
| 2019 | Europawahl | 3,4 % ▲        | 5,4 %         | Phil Hackemann      |
| 2024 | Europawahl | 3,9 % ▲        | 5,2 %         | Phil Hackemann      |

## Vorsitzende des Landesverbandes
| Vorsitzende                        | Vorsitzende                        | Amtszeit                          |
| ---------------------------------- | ---------------------------------- | --------------------------------- |
| Thomas Dehler                      | Thomas Dehler                      | ab 15. Mai 1946                   |
|                                    | Albrecht Haas                      | ab 8. Juli 1956                   |
|                                    | Klaus Dehler                       | ab 29. November 1964              |
|                                    | Dietrich Bahner                    | ab 5. März 1967 bis 28. Juni 1970 |
| Josef Ertl                         | Josef Ertl                         | ab 6. März 1971                   |
|                                    | Manfred Brunner                    | ab 1. Mai 1983                    |
| Josef Grünbeck                     | Josef Grünbeck                     | ab 18. Februar 1989               |
| Max Stadler                        | Max Stadler                        | ab 8. Juni 1991                   |
|                                    | Hermann K. Stützer                 | ab 28. November 1998              |
| Sabine Leutheusser-Schnarrenberger | Sabine Leutheusser-Schnarrenberger | ab 2. Dezember 2000               |
| Albert Duin                        | Albert Duin                        | ab 23. November 2013              |
| Daniel Föst                        | Daniel Föst                        | ab 11. November 2017              |
| Martin Hagen                       | Martin Hagen                       | ab 6. November 2021               |
| Martin Hagen                       | Martin Hagen und Katja Hessel      | ab 11. November 2023              |
|                                    | Michael Ruoff                      | seit 28. Juni 2025                |